# پوسالاگولا
پوسالاگولا (به لاتین: Pussalagolla) یک منطقهٔ مسکونی در سری‌لانکا است که در استان مرکزی (سری‌لانکا) واقع شده‌است.